# Království Arcach
Království Arcach (arménsky Արցախի թագավորություն) byl středověký arménský stát v 11. až 13. století na území Náhorního Karabachu v oblastech provincií Sjunik, Arcach a tří kantonů v provinciích Utik a Ajrarat. Královským sídlem byla pevnost Chačen, podle které bývá někdy království v moderní literatuře nazýváno. Ve své době zahrnovalo království celý moderní Náhorní Karabach, nejen Chačenské knížectví, proto si získalo název Arcach. Po celou dobu se Arcach snažil udržovat si svou samostatnost, nicméně na počátku 13. století uznal gruzínskou a poté mongolskou svrchovanost. Království zaniklo s vraždou krále Hasana Džalála v roce 1261, neznamenalo to však zánik státu jako takového a dále pokračoval jako knížectví.